# Sei un campione, Charlie Brown!
Sei un campione, Charlie Brown! (You're a Good Sport, Charlie Brown) è uno speciale televisivo d'animazione del 1975 diretto da Phil Roman. È il quattordicesimo speciale basato sui Peanuts di Charles M. Schulz.
Il film fu trasmesso negli Stati Uniti su CBS il 28 ottobre 1975. Nel 1976 ha vinto un Premio Emmy. È stato distribuito in Italia in streaming su Apple TV+ come Sei un campione, Charlie Brown.

## Trama
Charlie Brown, Snoopy e Piperita Patty si sfidano in una gara di motocross.

## Distribuzione

### Edizione italiana
In Italia il film è stato trasmesso il 6 gennaio 1977 su Rete 2. Successivamente è stato ridoppiato per la trasmissione su Junior TV, come episodio della serie The Charlie Brown and Snoopy Show. Nel 2023 è stato di nuovo ridoppiato per la distribuzione in streaming su Apple TV+ all'interno della serie I classici Peanuts.

### Doppiaggio
| Personaggio    | Doppiatore originale | Doppiatore italiano (1977) | Doppiatore italiano (anni 90) | Doppiatore italiano (2023) |
| -------------- | -------------------- | -------------------------- | ----------------------------- | -------------------------- |
| Charlie Brown  | Duncan Wattson       | Fabio Boccanera            | Martino Consoli               | Arturo Sorino              |
| Snoopy         | Bill Melendez        | Bill Melendez              | Bill Melendez                 | Bill Melendez              |
| Woodstock      | Bill Melendez        | Bill Melendez              | Bill Melendez                 | Bill Melendez              |
| Linus Van Pelt | Liam Martin          | Laura Boccanera            | Renata Bertolas               | Leonardo Cococcia          |
| Lucy Van Pelt  | Melanie Kohn         | Rosalinda Galli            | Renata Bertolas               | Sara Labidi                |
| Loretta        | Melanie Kohn         |                            |                               |                            |
| Sally Brown    | Gail Davis           | Emanuela Rossi             | Angiolina Gobbi               | Matilde Ferraro            |
| Piperita Patty | Stuart Brotman       | Annarosa Garatti           | Francesca Vettori             | Ilaria Pellicone           |
| Marcie         | Jimmy Ahrens         | Liliana Sorrentino         |                               | Bianca Demofonti           |

## Riconoscimenti
1976 – Primetime Emmy Awards
- Outstanding Children's Special a Lee Mendelson e Bill Melendez